# Esclavage des enfants au Mali

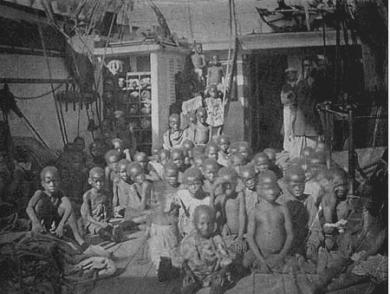
Esclavage des enfants.

 (juillet 2023).
L'esclavage des enfants au Mali est la privation des droits des enfants à travers leur exploitation comme le mariage forcé, la servitude domestique, le travail forcé, la prostitution, la mendicité forcée.

## Historique
L'esclavage des enfants au Mali est une problématique à la fois lointaine et récente. Depuis des lustres, les enfants sont privés de leurs droits du fait de leurs conditions socio-économiques, religieuses et de conflits armés.

## Causes
De multiples causes expliquent cette exploitation:
- la pauvreté, qui oblige les parents à envoyer leurs enfants travailler pour subvenir aux besoins de la famille,
- le manque de scolarité : quand les enfants ne vont pas à l'école, ils peuvent être soumis à des travaux forcés, dans les mines, dans la prostitution ou utilisés comme travailleurs domestiques,
- les crises liées aux changements climatiques qui rendent les enfants vulnérables

L’esclavage des enfants dû à la pauvreté et le manque de travail au sein des villages. Les parents envoient leurs enfants dans les villes comme aides ménagères et ils subissent beaucoup de violences comme toutes sortes de maltraitances.
Mariages forcés : on remarque au Mali surtout dans les villages des mariages forcés des filles qui ont autour de 12 à 13 ans. 
Les causes de l’esclavage des enfants au Mali, particulièrement dans la région de Kayes où de nombreuses études sont disponibles, sont liées à la pratique de l'esclavage par ascendance, qui s’apparente au système de caste, et ses enfants sont victimes des violations et privatisations de leurs droits fondamentaux : droits à la santé, l’éducation, à la sécurité, l’épanouissement, à l’alimentation. 
La pauvreté pousse les parents à envoyer leurs filles comme bonnes (esclavage domestique) dans les villages environnants et à Kayes. Ils envoient aussi leurs garçons travailler pour subvenir aux besoins de toute la famille où ils se font exploiter. Les enfants fuient l’esclavage pour prendre le chemin de l’immigration, et sont victimes de certains trafics humains.

## Conséquences
L'esclavage des enfants au Mali a des conséquences néfastes sur leur vie :  
- Les enfants victimes de l'esclavage ne peuvent pas suivre une scolarité normale,
- Les enfants subissent des violences physiques et morales, des agressions, des exploitations sexuelles.
- Les conditions de travail des enfants peuvent provoquer des risques de santé graves, des maladies chroniques, des blessures graves, des problèmes physiques.
- Le travail des enfants est un facteur nuisible pour le développement économique et social d'un pays[8].

## Actions politiques
Au Mali, aucune loi n'interdit expressément l'esclavage des enfants, même si le pays a ratifié plusieurs conventions et traités sous-régionaux, régionaux et internationaux[réf. nécessaire] dans le cadre de la protection du droit de l'enfant :  
- Création d’une loi criminalisant d’exploitation dans toutes ses formes pour mettre tous les enfants dans leurs droits,
- La sensibilisation,
- Mettre fin au travail illégal des enfants.